# Abu Lubaba ibn 'Abd al-Mundhir
Abū Lubāba ibn ʿAbd al-Mundhir (in arabo ﺍﺑﻮ ﻟﺒﺎﺑـة ﺑﻦ ﻋﺒﺪ ﺍﻟﻤﻨﺬﺭ‎?; Yathrib, ... – ...; fl. VII secolo) è stato un Sahaba.
Principale autorità della tribù araba dei Banu Aws di Yathrib, poi nota come Medina, si convertì all'Islam già nel 622, l'anno in cui giunse nella sua città Maometto, alla guida di una settantina di Meccani (Muhajirun).
Viene ricordato nelle cronache nel 627, durante l'assedio stretto dai musulmani nei confronti della tribù ebraica dei Banū Qurayẓa. 

I Qurayẓa avevano stretto da lungo tempo un'alleanza con gli Aws e durante l'assedio chiesero di conferire con Abū Lubāba. Secondo Ibn Isḥāq, Abū Lubāba s'impietosì ascoltando i lamenti delle donne e dei bambini della tribù ebraica e suggerì agli uomini dei Qurayẓa di arrendersi a Maometto, preannunciando loro quale sarebbe altrimenti stata la loro sorte se avessero resistito e perduto, facendo significativamente scorrere il suo dito sul collo, a indicare la loro decapitazione.
Dopo l'intervento di Abū Lubāba, i B. Qurayẓa si arresero incondizionatamente. Stillman e Lo Jacono ipotizzano dal gesto di Abū Lubāba che la loro sorte fosse stata già determinata da Maometto, prima ancora della loro resa.